# Análisis Porter de las cinco fuerzas

Esquema ilustrativo de las cinco fuerzas identificadas por Porter

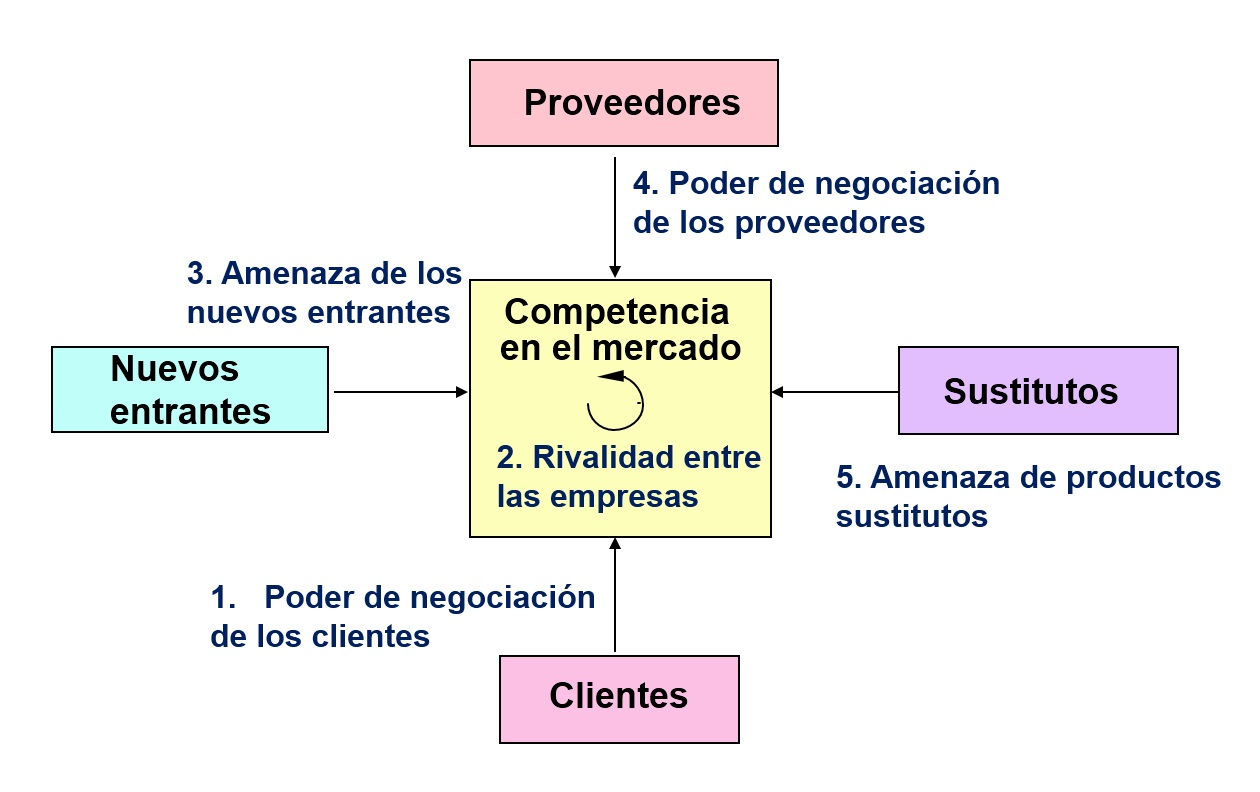
Las 5 Fuerzas de Porter

El análisis de las cinco fuerzas de Porter es un modelo estratégico elaborado por el ingeniero y profesor Michael Eugene Porter de la Escuela de Negocios Harvard, en el año 1979. Este modelo establece un marco para analizar el nivel a  de competencia dentro de una industria, para poder desarrollar una estrategia de negocio. Este análisis deriva en la respectiva articulación de las 5 fuerzas que determinan la intensidad de competencia y rivalidad en una industria, y por lo tanto, cuán atractiva es esta industria en cuanto a oportunidades de inversión y rentabilidad.
Se refería a estas fuerzas como del micro entorno, para contrastarlas con fuerzas que afectan el entorno en una escala mayor; avalúa cómo interactúa el micro-entorno de una empresa con el meso-entorno (la industria). Estas cinco fuerzas son las que operan en el entorno inmediato de una organización, y afectan a la capacidad de ésta para satisfacer a sus clientes y obtener una rentabilidad. También nos ayudan a determinar las fortalezas y debilidades de una industria para crear estrategias exitosas.
Dado que el modelo se desarrolló en 1979, es cuestionable que las fuerzas sigan siendo relevantes hoy en día. Parece dudoso que el modelo de Porter, que está disponible desde hace muchas décadas, desde el citado año de 1979, sin ningún cambio, siga siendo relevante para analizar el equilibrio de poder dentro de una industria en particular. Sin embargo, hoy día, cada estudioso o gerente o directivo puede adaptarlo a su situación actual y a su circunstancia específica actual.
Las cinco fuerzas de Porter incluyen tres fuerzas de competencia horizontal: Amenaza de productos sustitutos, amenaza de nuevos entrantes o competidores en la industria, y la rivalidad entre competidores, y también comprende 2 fuerzas de competencia vertical: El poder de negociación de los proveedores, y el poder de negociación de los clientes.

## Las 5 fuerzas de Porter

### (F1) Poder de negociación de los clientes o compradores
Si los clientes son pocos o están muy bien organizados podrían ponerse de acuerdo en cuanto a los precios que están dispuestos a pagar y serán una amenaza para la empresa, ya que estos adquirirán la posibilidad de plantarse en un precio que les parezca oportuno pero que, generalmente, será menor al que la empresa estaría dispuesta a aceptar.
Además, si existen muchos proveedores los clientes no aumentarán su capacidad de negociación ya que tienen menos posibilidad de cambiar de proveedor de mayor y mejor calidad, por esto las cosas cambian para las empresas que le dan el poder de negociación a sus clientes de sus posiciones mecánicas con la finalidad de empeorar los servicios de una empresa.
El poder de negociación de los clientes también se describe como el mercado de productos: la capacidad de los clientes para poner a la empresa bajo presión, lo que también afecta la sensibilidad del cliente a los cambios de precios. Las empresas pueden tomar medidas para reducir el poder del comprador, como la implementación de un programa de lealtad. El poder de los compradores es alto si los compradores tienen muchas alternativas. Es bajo si tienen pocas opciones.

#### Factores Determinantes
- Concentraciones del comprador a la relación de concentración firme.
- Grado de dependencia de los canales de distribución existentes.
- Apalancamiento de negociación, particularmente en industrias con altos costos fijos
- Costes de cambio del comprador
- Disponibilidad de información para el comprador
- Disponibilidad de productos sustitutos existentes.
- Sensibilidad al precio del comprador
- Ventaja diferencial (singularidad) de productos de la industria.
- Análisis RFM.

### (F2) Poder de negociación de los proveedores o vendedores
Este “poder de negociación” se refiere a una amenaza impuesta sobre la industria por parte de los proveedores, a causa del poder que estos disponen ya sea por su grado de concentración, por las características de los insumos que proveen, por el impacto de estos insumos en el costo de la industria, etc.
La capacidad de negociar de los proveedores, se considera generalmente alta, ejemplo: el mercado de los alimentos en las  cadenas de supermercados, estos pueden optar por una gran variedad de proveedores, en su mayoría indiferenciados.
Dado que los proveedores desean cobrar los precios más altos por sus productos, naturalmente surge una lucha de poder entre las empresas y sus proveedores. La ventaja va hacia el lado que tiene más opciones y menos que perder si la relación termina. En este poder de negociación de los clientes de la empresa desean bajar los precios o subir la calidad. Su capacidad para hacerlo depende de cuánto compren, qué tan bien informados estén, de su disposición a experimentar con alternativas, entre otros.
Algunos factores asociados a la segunda fuerza son:
- Cantidad de proveedores en la industria.
- Poder de decisión en el precio por parte del proveedor.
- Nivel de organización de los proveedores
- Nivel de poder adquisitivo.

### (F3) Amenaza de nuevos competidores entrantes
Este punto se refiere a las barreras de entrada de nuevos productos/competidores. Cuanto más fácil sea entrar, mayor será la amenaza. Es decir, que si se trata de montar un pequeño negocio será muy fácil la entrada de nuevos competidores al mercado. Se refiere sobre la facilidad o dificultad que un nuevo competidor puede experimentar cuando quiere empezar a operar en una industria.
Porter identificó seis barreras de entradas que podrían usarse para crearle a la organización una ventaja competitiva:
- Economías de escala: Las economías de escala en producción, investigación, marketing y servicio son probablemente barreras fundamentales a la hora de entrar en el sector de la industria informática.
- Diferenciación del producto: Las empresas establecidas tienen marcas y se han ido ganando la fidelidad de sus clientes a lo largo del tiempo.
- Inversiones de capital: Cuando mayores son los recursos necesarios para poder empezar un negocio, mayor es la barrera para entrar en un sector.
- Desventaja en costes independientemente de la escala: Las empresas ya establecidas pueden tener ventajas de costos por una serie de razones, incluida la propiedad de la tecnología, el know-how del producto, el acceso favorable a las materias primas, la ubicación favorable, las ayudas del gobierno, la experiencia de la fuerza laboral
- Acceso a los canales de distribución: Cuando una empresa cuenta con varios canales de distribución es complicado que puedan aparecer competidores y sobre todo que los proveedores acepten el producto.
- Política gubernamental: El gobierno puede limitar o impedir la entrada en determinados sectores exigiendo licencias, limitando el acceso a las materias primas como el carbón o a terrenos públicos, o bien con otro tipo de regulaciones.
- Integración vertical

### (F4) Amenaza de productos sustitutos o sustitutivos
Hay un viejo dicho de que nadie es insustituible. La competencia depende de la medida en que los productos de una industria sean reemplazables por unos de otros. Los servicios postales compiten con los servicios de mensajería, que compiten con las máquinas de fax, que compiten con el correo electrónico, etc. Cuando una industria innova, otra puede sufrir.
Como en el caso citado en la primera fuerza, las patentes farmacéuticas o tecnológicas muy difíciles de copiar, permiten fijar los precios en solitario y suponen normalmente alta rentabilidad. Por otro lado, mercados en los que existen varios productos iguales o similares, suponen por lo general baja rentabilidad. Podemos citar, los siguientes factores:
- Propensión del comprador a sustituir.
- Precios relativos de los productos sustitutos.
- Costo o facilidad del comprador.
- Nivel percibido de diferenciación de producto o servicio.
- Disponibilidad de sustitutos cercanos.
- Suficientes proveedores.

### (F5) Rivalidad entre los competidores
Rivalidad entre los competidores viene a ser el resultado de las cuatro anteriores. La rivalidad define la rentabilidad de un sector: cuantos menos competidores se encuentren en un sector, normalmente será más rentable económicamente y viceversa.
Todos los factores anteriores convergen en la rivalidad, que para Porter es un cruce entre la guerra activa y la diplomacia pacífica. Pueden atacarse mutuamente, o tácitamente acordar coexistir, tal vez incluso formar alianzas.
Porter identificó las siguientes barreras que podrían usarse:
- Gran número de competidores
- Costos fijos
- Falta de diferenciación
- Competidores diversos
- Barreras de salida

## Crítica
El modelo no toma en cuenta al gobierno, ya que como se puede observar en las cinco fuerzas, los actores que se tienen en cuenta principalmente son los clientes (público), proveedores y competidores.
- El gobierno puede regular las alzas de precios en la mayoría de casos.
- El modelo está planteado para el análisis de estrategias de negocios individuales, no para portafolios de negocios de grandes corporaciones.
- No tiene en cuenta que una industria sea más atractiva por las empresas que la componen.
- No plantea una flexibilidad y agilidad en el cambio radical de estrategias en los mercados.
- No se plantea la posibilidad de apertura de nuevos mercados que puedan sustituir a los existentes.
- No recoge cambios ni tendencias de futuro.
- Da excesiva importancia a la estructura de la industria para explicar la rentabilidad de las empresas.

## Aplicación
El modelo de las Cinco Fuerzas de Porter propone un marco de reflexión estratégica sistemática para determinar la rentabilidad de un sector en específico, normalmente con el fin de evaluar el valor y la proyección futura de empresas o unidades de negocio que operan en dicho sector.
Cada modelo es estructurado bajo la eficacia y eficiencia de las cinco fuerzas.